# لجنة الغابات (هولندا)

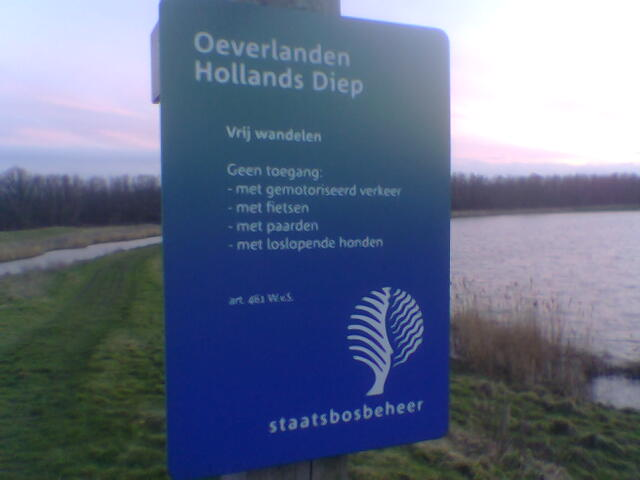
شعار لجنة الغابات على مدخل أحد المحميات الطبيعية

لجنة الغابات (بالهولندية: Staatsbosbeheer) هي منظمة هولندية تأسست عام 1899م للسيطرة والحفاظ على المحميات الطبيعية الهولندية.
تشرف هذه اللجنة حالياً على أكثر من 250.000 هكتار من الأراضي في هولندا. وعادةً ما تكون هذه الأرض مفتوحة للجمهور لأغراض ترفيهية، لكن غالباً ما يتم تطبيق قيود على ذلك. ومن الأمثلة على تلك القيود ضرورة استخدام المقود عند إحضار كلب، أو الزيارة أثناء النهار فقط.
وقد انتقدت المنظمة لعدم رعايتهاأراضيها عن قرب بما يكفي، أو التدخل في القرارات السياسية، لكن التقارير الإخبارية كانت إيجابية عموماً أو ببساطة إعلان تقارير الخدمة العامة من المنظمة.
ورغم أن الترجمة الحرفية للاسم قد يكون 'لجنة الغابات' إلا أن الغابات لا تشكل سوى 900 كيلومتراً مربعاً من مجموع الأراضي التي تحت الإشراف، ويتكون الجزء المتبقي من الأرض من المناظر الطبيعية متفاوتة بين الكثبان، الأراضي المستصلحة والأراضي الرطبة.